# Matigny
Matigny (picardisch: Matny) ist eine französische Gemeinde mit 499 Einwohnern (Stand 1. Januar 2022) im Département Somme in der Region Hauts-de-France im Norden von Frankreich. Die Gemeinde gehört zum Kanton Ham und ist Teil des Gemeindeverbandes Est de la Somme.

## Geographie

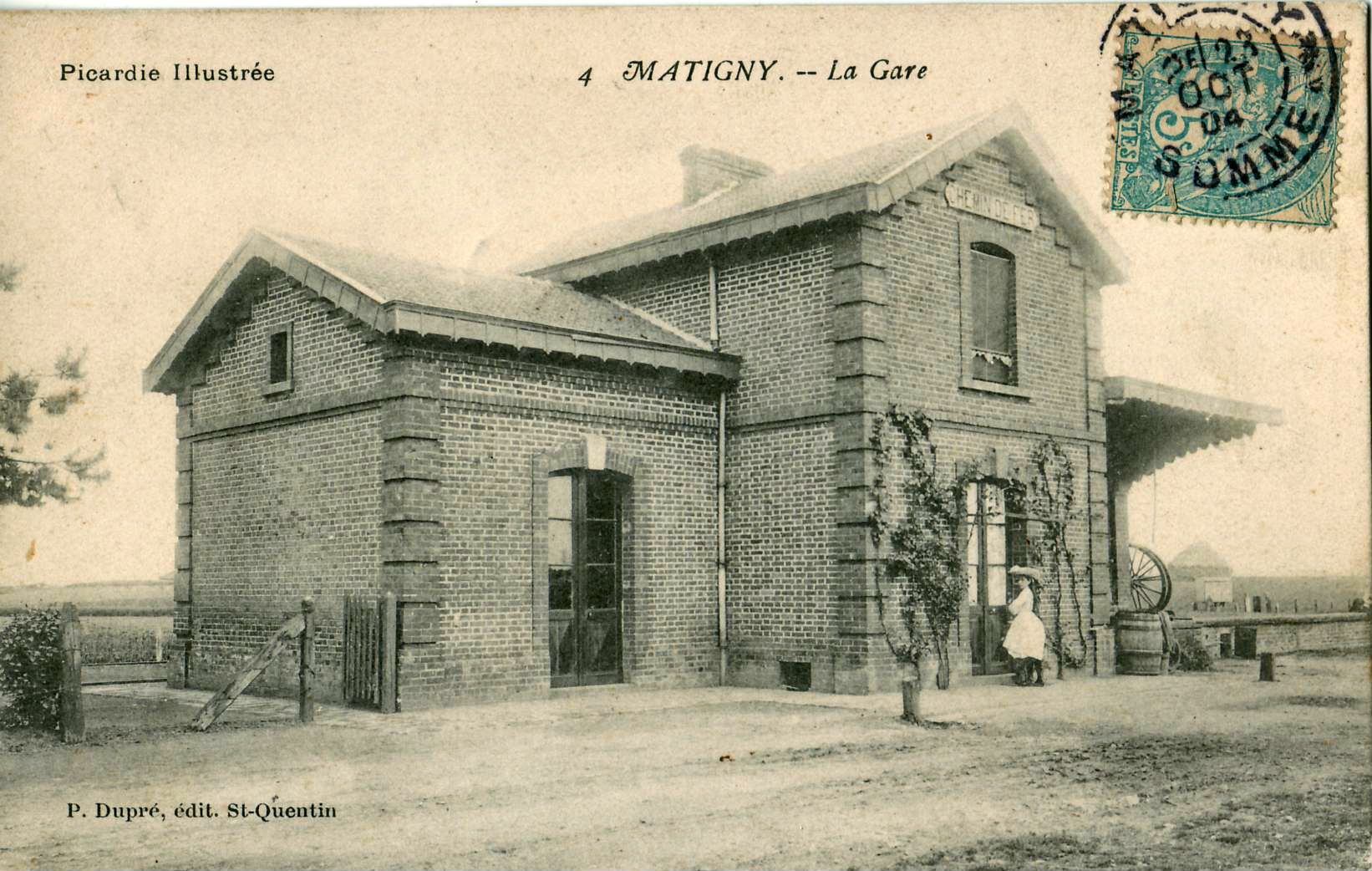
Der ehemalige Bahnhof von Matigny um 1900

Douilly liegt nordwestlich von Ham an der Départementsstraße 937. Bis 1949 bestand eine Bahnverbindung (Meterspur) nach Ham und Albert.

## Einwohner
| 1962 | 1968 | 1975 | 1982 | 1990 | 1999 | 2006 |
| ---- | ---- | ---- | ---- | ---- | ---- | ---- |
| 538  | 557  | 538  | 514  | 504  | 511  | 509  |

## Verwaltung
Bürgermeister (Maire) ist seit 2001 Michel Griset.